# Sora no Method
Sora no Method (jap. 天体のメソッド, Sora no Mesoddo, dt. „astronomische Methode; Methode des Himmels“) ist eine Anime-Serie von Naoki Hisaya, die auch als Manga erscheint.

## Handlung
Das Mädchen Nonoka Komiya (古宮 乃々香) kehrt nach Jahren wieder in ihre Heimatstadt Kiriyako zurück, über der nun eine übergroße UFO-ähnliche Scheibe schwebt. Dort trifft sie erneut sowohl auf das mysteriöse Mädchen Noel (ノエル, Noeru), das ihr verspricht, ihre Wünsche wahr werden zu lassen, als auch ihre früheren Freunde Yuzuki Mizusaka (水坂 柚季), Koharu Shiihara (椎原 こはる), Shione Togawa (戸川 汐音) und Sōta Mizusaka (水坂 湊太).

## Anime
Die Idee und Handlung des Werks stammt von dem Szenaristen Naoki Hisaya, der vor allem für das Computerspiel Kanon bekannt ist, wobei als Schöpfer der Name Kaleidoshift genannt wird, was ein Kollektivpseudonym darstellt, wie es bei Originalanime, d. h. keine Verfilmung eines bestehenden Werks, üblich ist. Ähnlich wie Kanon in einer verschneiten Stadt spielt, ist die Handlung von Sora no Method in Hokkaidō angesiedelt, speziell am Tōya-See, hier jedoch Kiriya-See (霧弥湖, Kiriya-ko) genannt.
Regisseur des Anime ist Masayuki Sakoi, während die Animationsleitung und das Character Design von Yukie Akiya stammt, basierend auf Entwürfen von QP:flapper. Animiert wird die Serie vom neugegründeten Studio 3Hz, dessen erstes Werk sie darstellt.
Die ersten beiden Folgen hatten am 23. September 2014 ihre Uraufführung bei einem Event im United Cinema Toyosu in Tokio. Die Fernsehausstrahlung begann am 5. Oktober 2014 auf Tōkyō MX in der Präfektur Tokio, anschließend auf KBS Kyōto in der Präfektur Kyōto sowie mit bis zu drei Tagen Versatz auch auf Sun TV in der Präfektur Hyōgo, TV Hokkaidō in Hokkaidō und landesweit AT-X und BS11.
Eine englisch untertitelte Fassung wird als Simulcast von Crunchyroll unter dem Titel Celestial Method in den Regionen Nord- und Lateinamerika, Vereinigtes Königreich und Irland, Südafrika, Australien und Neuseeland, Niederlande, Skandinavien und der Türkei gestreamt.

### Synchronisation
| Rolle           | japanischer Sprecher (Seiyū) |
| --------------- | ---------------------------- |
| Nonoka Komiya   | Shiina Natsukawa             |
| Noel            | Inori Minase                 |
| Yuzuki Mizusaka | Aki Toyosaki                 |
| Koharu Shiihara | Haruka Yoshimura             |
| Shione Togawa   | Mikako Komatsu               |
| Sōta Mizusaka   | Kaito Ishikawa               |

### Musik
Die Serienmusik stammt von Tatsuya Katō. Der Vorspanntitel Stargazer stammt von Larval Stage Planning und der Abspanntitel Hoshikuzu no Interlude (星屑のインターリュード, Hoshikuzu no Intāryūdo) wird von fhána gesungen.

## Manga
Zu Sora no Method erscheint auch ein Manga nach dem Skript von Naoki Hisaya, der von Yuka Namisaki gezeichnet wird. Dieser erscheint im Manga-Magazin Comic Dengeki Daiō seit Ausgabe 10/2014 (27. August 2014) des Imprint ASCII Media Works.